# Aeroportul Sainte Marie
Aeroportul Sainte Marie (IATA: SMS, ICAO: FMMS) este un aeroport din Regiunea Analanjirofo, Madagascar ce deservește zona Sainte Marie⁠(d). Aeroportul a fost tranzitat în 2018 de 25.334 de pasageri.
Situat la o altitudine de 2 m, aeroportul dispune de 1 pistă.

## Infrastructură

### Piste
Aeroportul dispune de o singură pistă. Pista 01/19 are suprafața de asfalt și dimensiunile 1.745 m × 30 m. 